# Municipio de Motozintla
El Municipio de Motozintla es uno de los 124 municipios que conforman el estado mexicano de Chiapas.

## Toponimia
El nombre de Motozintla, proviene dos vocablos nahuatl y su significado se traduce como: Mototl: Ardillas, Zintl: ladera, y tla: lugar, que en su conjunto dan como resultado ladera de las ardillas. En las cercanías de la ciudad se han encontrado interesantes piezas arqueológicas, que confirman la presencia de esta cultura, en esta región Mesoamericana. Estos instrumentos se pueden apreciar en el museo Pompilio Montesinos ubicado en la casa de la cultura del municipio.

## Geografía
El municipio se localiza en la Sierra Madre de Chiapas, la cual explica su relieve montañoso, sus coordenadas geográficas son 15° 22' N y 92° 15' W, su altitud es de 1,300 m s. n. m. Motozintla se encuentra ubicado en la zona fronteriza del estado de Chiapas, limita al norte con el municipio de Siltepec, al oeste con el municipio de Escuintla y Huixtla, al sur con los municipios de Tuzantán y Tapachula, al este colinda con el departamento guatemalteco de San Marcos y al noreste con los municipios de Mazapa de Madero y El Porvenir. Tiene una extensión territorial del 782.5 km² que representan el 1.03% a nivel estatal. Tiene 17501 habitantes. Motozintla de Mendoza está a 1260 metros de altitud.
En la localidad hay 8247 hombres y 9254 mujeres. La relación mujeres/hombres es de 1.122. El ratio de fecundidad de la población femenina es de 2.29 hijos por mujer. El porcentaje de analfabetismo entre los adultos es del 5.94% (3.92% en los hombres y 7.74% en las mujeres) y el grado de escolaridad es de 7.27 (7.69 en hombres y 6.92 en mujeres).

### Hidrografía
La hidrografía del municipio la componen los ríos: Huixtla, Motozintla-Mazapa; así como los arroyos Las Cabañas, Llano Grande y Negro. 
Cabe mencionar la existencia de tres afluentes del río Motozintla-Mazapa, los cuales llevan los nombres de: La mina, Tuixcum y Arroyo San Antonio, que por efectos de la poca consciencia del hombre de a poco se han extinguido. pero sus fósiles canales todavía se pueden observan en las inmediaciones de la ciudad.

### Orografía
El relieve es accidentado, las montañas más altas son: Niquivil, 2200 m s. n. m.; Las cruces, 1800 m s. n. m.; Mozotal, 2500 m s. n. m. y el cerro del Male 3200 m s. n. m. La ciudad prinncipal se encuentra a 1300 m s. n. m., y se ubica entre las zonas más bajas del municipio.
El municipio está constituido geológicamente por terrenos paleozoicos y terciarios, los tipos de suelo predominantes son: acrisol, cambisol, regosol y andosol, su uso principalmente es pecuario con gran parte de bosque y selva, correspondiendo la mayor parte del territorio a terrenos ejidales y municipales y solo el 6% son propiedad privada.

## Demografía
En el censo de 2020 el municipio de Motozintla contaba con 383 localidades.
| Código INEGI      | Localidad             | Población (2020) |
| ----------------- | --------------------- | ---------------- |
| 070570001         | Motozintla de Mendoza | 27 815           |
| 070570013         | Belisario Domínguez   | 2 730            |
| Otras localidades | Otras localidades     | 45 853           |
| Total municipal   | Total municipal       | 76 398           |